# Népszínmű
A népszínmű tágabb értelemben a drámairodalom tematikailag elkülönülő, a népről vagy a népnek szóló színpadi műveket magában foglaló csoportja. Szűkebb értelemben a 18–19. századok fordulóján Bécsben kialakult zenés színpadi műfaj (Volksstück), amely a commedia dell’arte egyes hagyományait felelevenítve, a korabeli osztrák szatirikus bohózatok és tündérjátékok, a francia melodráma és a zsánerkép műfaji jellemzőit, elemeit ötvözve a vidéki nép életét és jellegzetes figuráit mutatja be. Az érzelmes és vidám vidéki történetek dramaturgiája és dialógusai többnyire modorosak, hatásvadászok, jellemző a népies dal- és táncbetétek jelenléte.

## Magyarországon
Magyarországon az 1840-es évektől volt közkedvelt színpadi műfaj, elsősorban Szigligeti Ede (A szökött katona, 1843; Két pisztoly, 1844; Zsidó, 1844; Gritti, 1845; Csikós, 1847; Liliomfi, 1849; Cigány, 1853; Fenn az ernyő, nincsen kas, 1858), valamint Egressy Béni (A két Sobri, 1851) és Szigeti József (Viola, az alföldi haramia, 1851; A vén bakancsos és fia, a huszár, 1855; Falusiak, 1858) munkássága nyomán. Az osztrák Volksstück és a Balog István és Szentpétery Zsigmond nevével fémjelzett magyar színjátékhagyomány elegyítésével jellemzően zenés-táncos szórakoztató műfajnak számított, amely azonban nem nélkülözte a politikai-társadalmi mondanivalót sem. 

### Tematikája
Tematikája széles körben mozgott, gyakorta bűnügyi elemekből építkezett (pl. Szigeti József darabjai), szereplői a kor egyszerű emberei, a cselekményeket mindennapi élethelyzetekből merítették a szerzők, helyszínük lehetett a falu és a város egyaránt. Népszerűségének felívelésével párhuzamosan a népszínművek betétdalaiként szolgáló népies műdalok is széles körben közkedveltek lettek, gyakran neves zeneszerzők – Szerdahelyi József, Erkel Ferenc, Bognár Ignác, Egressy Béni és mások – szerzeményei csendültek fel a színpadokon. A kor kiemelkedő népszínműszínészei Réthy Mihály, Füredi Mihály, De Caux Mimi, Némethy György, Tóth Soma és Bodenburg Lina voltak. A hazai népszínmű-irodalom története első korszakában jelentős szerepet játszott a magyar függetlenségi eszmék terjesztésében, s a szabadságharc leverését követő évtizedben is megőrizte politikai mondanivalóját.
Az 1860-as–1870-es évektől a népszínművek társadalmi mondandója kiüresedett, s tematikája a paraszti világ idealizált ábrázolására, falusi életképek és magánéleti szenvedélyek dramatizálására szűkült. Szigligeti Ede még kísérletet tett a könnyedebb elemek elhagyásával a társadalmi népszínmű feltámasztására (A lelenc, 1863; A strike, 1872), de a 19. század utolsó harmadában a műfaj visszavonhatatlanul városi szórakoztató műfajjá vált. A parasztság és a vidéki élet mint egzotikum felületes ábrázolása a városi népesség mulattatását szolgálta, a műfaj Budapesten saját kőszínházat is kapott a Népszínház 1875-ös megnyitásával. 

### Főbb reprezentánsai
A kor kedvelt szerzői közé tartozott Abonyi Lajos (A betyár kendője, 1872), Tóth Ede (A falu rossza, 1875; A tolonc, 1878), Margitay Dezső (A cserebogár, 1875), Mátray Betegh Béla (Koncsag Lajkó, 1876), Csepreghy Ferenc (Sárga csikó, 1877; A piros bugyelláris, 1878), Lukácsy Sándor (A veres hajú, 1877), Győry Vilmos (Nótás Kata, 1879), Balogh Tihamér (A milimári, 1880; A tót leány, 1883; Czigány Panna, 1884; Sári néni, 1885), Rátkay László (A toborzás, 1880; Felhő Klári, 1886; Bársony uram, 1887; Pünkösdi királyság, 1888; Árvalányhaj, 1891), Berczik Árpád (Az igmándi kispap, 1881), Follinus Aurél (Szeget szeggel, 1883; Náni, 1888), Gerő Károly (Vadgalamb, 1885; Turi Borcsa, 1886; Az eladó leány, 1888; Próbaházasság, 1893), Balassa Ármin (Szegény Laci, 1888; A cégér, 1893; A földönfutó, 1897), Géczy István (A gyimesi vadvirág, 1897), Bokor József (Az édes, 1898; Kurucfurfang, 1899). A műfaj ünnepelt előadói között tartják számon Tamássy Józsefet, Egri Kálmánt, Bognár Vilmát, Vidor Pált, Solymosi Eleket, Kiss Mihályt és legfőképp Blaha Lujzát, akinek romantikus játékstílusához igazodva őrizték meg a kései népszínművek stilizált és némiképp irreális jellegüket. A Szentirmay Elemér, Dankó Pista, Dóczy József, Erkel Gyula és Erkel Elek szerezte népies műdalok és magyar nóták továbbra is uralták a színműveket.

### 20. század
A 20. század elején több kísérlet is történt a mondandóját és népszerűségét vesztő népszínművek megújítására. Ekkor születtek egyfelől a népies tematikához nyúló daljátékok (Kacsóh Pongrác: János vitéz, 1904), másfelől a parasztot mint érző embert, társadalmi individuumot bemutató parasztdrámák (Gárdonyi Géza: A bor, 1901; Móricz Zsigmond: Sári bíró, 1910). A korábbi szórakoztató jellegű népszínművek azonban továbbra is színpadon maradtak egészen a második világháborúig, és az általuk képviselt színműírói hagyományt vitte tovább például Kada Elek (Helyre asszony, 1906; A tárogató, 1909) és Szalay József (Ugarimádás, 1921). A 20. század népszerű népszínműszínészei közé tartozott Pintér Imre, Ligeti Juliska, Komlóssy Emma, Sziklay József és Nagy Izabella. Pásztory Móric Miklós az 1910-es évektől több klasszikus népszínműből készített játékfilmet.